# Rio Parauapebas
Rio Parauapebas är ett vattendrag i Brasilien.   Det ligger i delstaten Pará, i den centrala delen av landet, 1 100 km norr om huvudstaden Brasília.
I omgivningarna runt Rio Parauapebas växer i huvudsak städsegrön lövskog. Runt Rio Parauapebas är det glesbefolkat, med 13 invånare per kvadratkilometer.